# ニキータ・マゼピン
ニキータ・ドミートリエヴィチ・マゼピン（Nikita Dmitryevich Mazepin, ロシア語: Ники́та Дми́триевич Мазе́пин, 1999年3月2日 - ）は、ロシア出身のレーシングドライバー。
父はロシア最大のカリ肥料製造会社ウラルカリの会長であるドミトリー・マゼピン。

## 経歴

### FIA フォーミュラ3・ヨーロピアン選手権
2016年、マゼピンはハイテック・グランプリから「FIA フォーミュラ3・ヨーロピアン選手権」へ出場する。第2戦ハンガロリンク・レース1では、レース後にカラム・アイロットと大喧嘩をする騒動を起こした（詳細は後述）。これによりマゼピンはレース1の失格処分を受けた。それ以外の成績は入賞4回・計10ポイント獲得し、フルタイム参戦したドライバーの中では最下位（20位）と沈んだ。翌年は前年を上回る走りを見せ、表彰台3回の計108ポイントを獲得する。チームメイトのラルフ・アーロンに次ぐ総合10位へランクアップした。

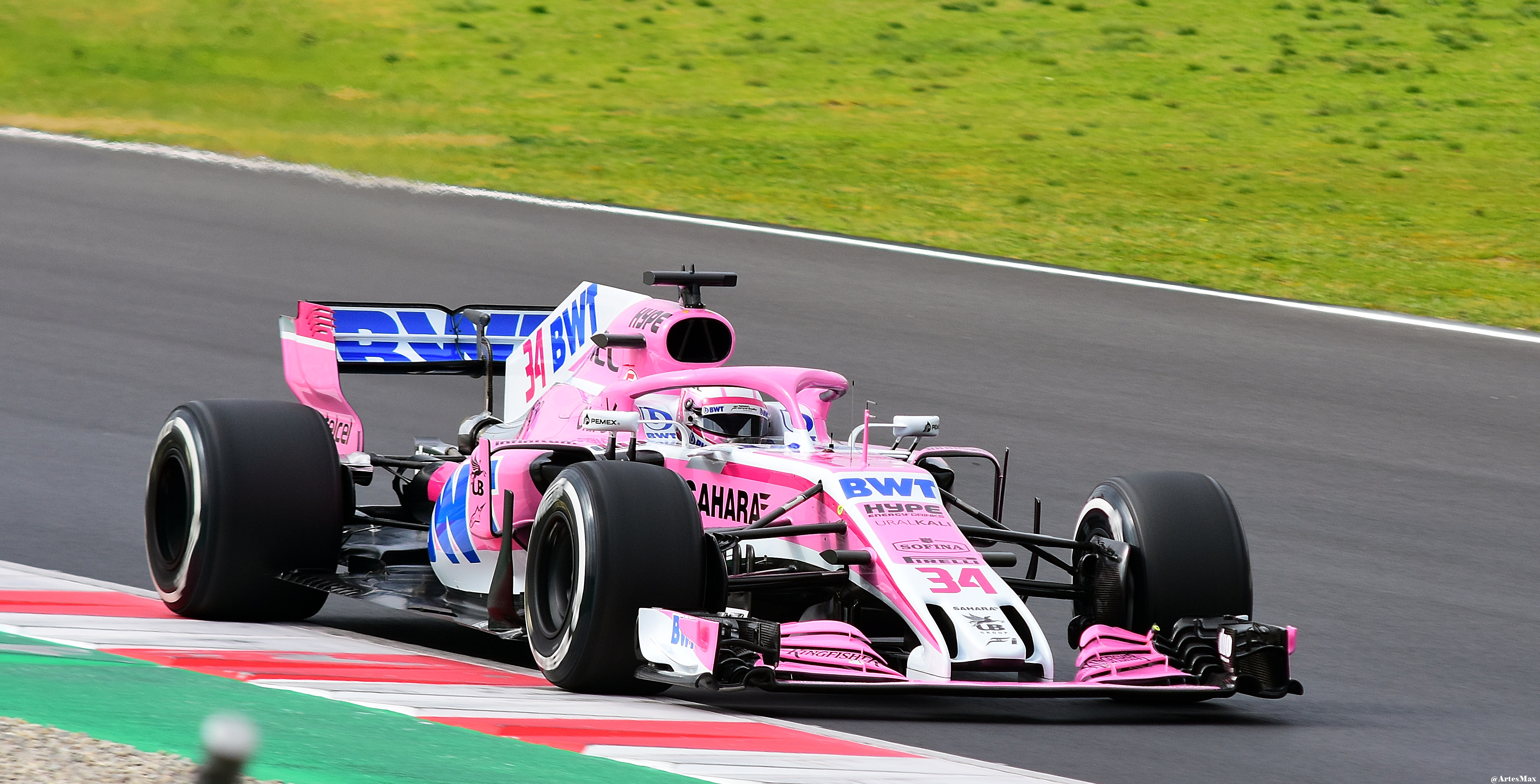
フォース・インディア VJM11のテスト走行を行うマゼピン。（カタロニア・サーキット、2018年）

### GP3シリーズ
2018年は、「GP3シリーズ」へ参戦の場を移しARTグランプリからエントリーする。チームメイトは、カラム・アイロット、ジェイク・ヒューズ、同年タイトルを獲得したアントワーヌ・ユベール。シーズン4勝をマークし、ランキング首位のユベールと16ポイント差の2位へつけた。

### FIA フォーミュラ2選手権
2019年、マゼピンは「FIA フォーミュラ2選手権」へステップアップする。ARTグランプリから出走、チームメイトはニック・デ・ブリーズ。第11戦ソチ・オートドローム・レース2において、コース外にオーバーランしたマゼピンは定められた復帰ルートを無視して強引にコース内に侵入し、正しいルートで復帰しようとしたエイトキンと接触。これによりコントロールを失ったマゼピンは、コース上にいたトップ走行中の松下信治（カーリン（Carlin））へヒットし大クラッシュが発生した（詳細は後述）。両者共に病院へ搬送されるものの、深刻な怪我はなく次戦から復帰した。このアクシデントの原因を作ったマゼピンは次戦15グリッド降格ペナルティが科された。チームメイトのデ・ブリーズがタイトルを獲得した一方、マゼピンは18位（11ポイント）とチームメイトに差をつけられる形となった。
翌年はハイテックへ移籍して、ルカ・ギオットとペアを組む。第3戦ハンガロリンク・レース1を2位でフィッシュして初表彰台を獲得、第4戦シルバーストン・レース1ではF2初優勝を飾った。第9戦ムジェロ・レース1もトップチェッカーを受けシーズン2勝目を挙げた。最終的な成績はランキング5位（164ポイント）となった。
一方で第13戦スパ・フランコルシャン・レース1にて、終盤マゼピンは角田裕毅（カーリン）と首位争いを繰り広げトップチェッカーを受ける。しかしこの攻防の際、角田をコース外へ押し出す動きをしたため5秒加算ペナルティを科され2位へ繰り下げとなった。その後マゼピンはパルクフェルメへマシンを止める際順位ボードを跳ね飛ばすような形で停車。先にマシンを降り前方にいた角田へ接触しかけるハプニングが発生する。この行為が更に審議対象となり、続くレース2において5グリッド降格ペナルティを受けた。また、最終戦バーレーン・インターナショナル・サーキットのアウタートラック仕様でのレース1にて、3番手でフィニッシュしたマゼピンには、合計10秒のタイム加算ペナルティが科される事態を起こしている（詳細は後述)。

### フォーミュラ1
2020年12月、ハースF1チームは2021年シーズンのレースドライバーとしてマゼピンの起用を発表した。チームメイトは自身の後に発表されたミック・シューマッハ。カーナンバーは「9」を選択した。なお国籍について、ロシアのスポーツ選手によるドーピング問題により、世界反ドーピング機関の調査に関するスポーツ仲裁裁判所の判決で、国際大会でロシア人選手がロシアの国旗を使用することが禁止されたため、マゼピンは"中立選手"として出場する。
開幕戦はマシンの戦闘力不足も相まってフリー走行、予選、本選を通じて5度のスピンを喫した。予選ではチームメイトのミック・シューマッハにも約1秒差を付けられて最下位。本選はレース開始直後わずか25.550秒でリタイヤしたが、これはフェリペ・マッサとアラン・マクニッシュのデビューレース以来19年ぶりの珍事となった。
また、セッション中の出来事で物議を醸すこともしばしばあり、第3戦ポルトガルGPではチームのミスもあったもののセルジオ・ペレスに周回遅れにされる際あわや接触という場面があった。それ以降も他のドライバーに対するラフなドライブが目立った。特にチームメイトとのバトルでの危険なブロックが多く、第6戦アゼルバイジャンGPのホームストレート上での幅寄せに始まり、その後も何度も同じようなシーンがあり、第14戦イタリアGPでは同士討ちを喫しシューマッハをスピンさせている。しかし、この件に関してはマゼピンが謝罪している。
成績については、マシンの性能の問題もあり、チームメイトのシューマッハと共に苦戦が続き、両者ポイントを獲得できていないが、シューマッハが第16戦トルコGPで事実上初の予選Q2進出を記録したのに対し、自身は予選Q1敗退が続いている。また、先述の開幕戦のように常に多くのスピンを喫していたことから、ファンからは「マゼピン」をもじって「マゼスピン」と揶揄されているが、本人としては特に不快に感じてはいない模様。その一方で「マゼスピン」と揶揄の印象から、マシンを破損させていると思われがちだが、第18戦までの記録だけ見れば、その損害が発生した際の理由を問わず、あくまでドライバーが搭乗しているマシンで生じた損害額という点では、チームメイトを下回っている。
ベルギーGPにて、大雨と濃霧によりセーフティカーランのみでレースが終了した関係で2周目にファステストラップ(以下FL)をマークするが、規則によりこのグランプリの場合は有効なタイムが存在しないため、幻のFLとなった。
2022年もハースより参戦予定でシーズン前のバルセロナでの合同テストにも参加していたが、2月下旬に勃発したロシアのウクライナ侵攻により、ハースはチームのタイトルスポンサーのウラルカリとの契約見直しを迫られ、3月5日にウラルカリとマゼピンとの契約を解除することをチーム側が発表した。3月9日、マゼピンは「政治的な理由で競技を妨害されたアスリートを支援するための新しい財団」を設立したことを発表した。
2023年は、後述のレースに参加しながら次年度のF1参戦を模索。各チームへの接触を図ることを目的にイギリスグランプリの会場を訪問できるよう、イギリスへの入国許可を求める裁判を行ったが、同年6月までに訴えは却下されている。

### アジアン・ル・マン・シリーズ
2023年、アジアン・ル・マン・シリーズに参戦。LMP2クラスにオレカ・07で出走した。

### ラリーレイド
2022年に実質的に国内イベントに成り下がったシルクウェイ・ラリーのT3（軽量プロトタイプ）クラスに参戦し、優勝している。

## 私生活
父は実業家のドミトリー・マゼピン。ロシアの化学肥料メーカーであるウラルカリの会長（主要株主）を務めている。
ロシアによるウクライナ侵攻に対する制裁の一環で、父のドミトリーとともに欧州連合（EU）の経済制裁対象者に2022年3月9日から追加されており、期間内はEU域内への渡航が禁止され、EU域内の資産凍結を受けている。

### 問題行為
F1参戦前の下位カテゴリーの時期には、度々問題行為を起こしており、F1関係者やファンのみならず、FIAからも言及されたこともある。しかし、F1参戦後は、ドライビングの粗さを問題視する声はあったがどちらかといえば、ロシア選手の国際的なドーピング問題でロシア国籍での出走が認められなかったり、ロシアのウクライナ侵攻の影響でシートを失ったりするなど、いずれの問題もマゼピンに一切の非はないにもかかわらず母国の問題に振り回される結果となった。
- 2016年の「FIA フォーミュラ3・ヨーロピアン選手権」で、同時期に参戦していたドライバーであるカラム・アイロットとレース後に喧嘩し、彼にけがを負わせ、顎には傷跡を残す事態を起こした。また、運営から直前のレースとなる第2戦（ハンガロリンク）・レース1の失格処分を受けた。経緯はレース中のブロック行為を巡り口論となり、それが発展してマゼピンが顔面殴打したとされている[37]
- 2019年の「FIA フォーミュラ2選手権」第11戦（ソチ・オートドローム）レース2では、スタート直後に松下信治と接触しクラッシュし、事故の衝撃で松下が一時意識を失う事態を招いた[7]。この背景[7]は90度右へ曲がる2コーナーへの進入で2番手スタートのジャック・エイトケン（カンポス・レーシング）と絡んで自身はオーバーランしランオフエリアへ進入。本来はランオフエリアからのコースへの復帰は指定のルートを通過することを定められていたにもかかわらず、そのルートを無視し強引にコースへ復帰する動きを取り、規定に従い復帰しようとしていたエイトケンと接触[7]。その弾みでマゼピンのマシンはコントロールを失い、2台の横を通過する形で走っていた松下のマシンに衝突[7]する結果となった。また、この動きはレーススチュワードから問題があったと指摘された[7]。
- 2020年の「FIA フォーミュラ2選手権」第7戦（スパ・フランコルシャン）・レース1では、パルクフェルメにてマシンを止める際、2位の順位ボードを跳ね飛ばした。これは接戦の末、自身のペナルティで優勝を明け渡すこととなった角田裕毅とあわや接触という状況になった[13]。なお、この行為が危険とみなされ、執行猶予付きの5グリッド降格処分が科された[14]。
- また、同年の最終戦（バーレーン・インターナショナル・サーキット）レース1では、2つのペナルティを受けている。1つ目はレース終盤、マゼピンは角田を「ピットレーン出口に押し込む」ような形でブロック。そのため、角田はコース外にあたるエリアを走行する形でマゼピンを追い抜く事態となり、このブロック行為が審議された[15]。この動きはFIA国際競技の規則に違反する行為であったと認定され、5秒のタイム加算とペナルティポイント2が科された[15]。2つ目は、フェリペ・ドルゴビッチ（MPモータースポーツ）の進路をメインストレートで妨害したとして、5秒のタイム加算とペナルティポイント2が科されている[15]。
- 2020年12月、女性の胸を触るというセクシャル・ハラスメント動画をInstagramへアップロード[38]。この一件では、来季のシートが決まっていたハース首脳陣に「忌まわしい事態」と厳しい言及をされ、FIAからも声明を出される事態となった[39]。

## レース戦績

### 略歴
| 年      | シリーズ                                        | チーム                                   | レース | 勝利 | PP | FL | 表彰台 | ポイント | 順位 |
| ------- | ----------------------------------------------- | ---------------------------------------- | ------ | ---- | -- | -- | ------ | -------- | ---- |
| 2014-15 | MRF・チャレンジ・フォーミュラ2000（英語版）     | MRF・レーシング（英語版）                | 4      | 0    | 0  | 0  | 1      | 36       | 10位 |
| 2015    | フォーミュラ・ルノー2.0 NEC（英語版）           | ヨセフ・カウフマン・レーシング（英語版） | 16     | 0    | 0  | 0  | 1      | 125.5    | 12位 |
| 2015    | ユーロカップ・フォーミュラ・ルノー2.0（英語版） | ヨセフ・カウフマン・レーシング（英語版） | 7      | 0    | 0  | 0  | 0      | N/A      | NC†  |
| 2015    | トヨタ・レーシング・シリーズ（英語版）          | ETEC・モータースポーツ                   | 16     | 0    | 0  | 0  | 0      | 304      | 18位 |
| 2016    | FIA フォーミュラ3・ヨーロピアン選手権           | ハイテックGP（英語版）                   | 30     | 0    | 0  | 0  | 0      | 10       | 20位 |
| 2016    | マカオグランプリ                                | ハイテックGP（英語版）                   | 1      | 0    | 0  | 0  | 0      | N/A      | DNF  |
| 2016    | ユーロカップ・フォーミュラ・ルノー2.0           | AVF by エイドリアン・ヴァルス（英語版）  | 4      | 0    | 0  | 0  | 0      | 5        | 16位 |
| 2016    | BRDC・イギリス・フォーミュラ3選手権（英語版）   | カーリン（英語版）                       | 3      | 1    | 0  | 0  | 1      | 51       | 23位 |
| 2017    | FIA フォーミュラ3・ヨーロピアン選手権           | ハイテックGP                             | 30     | 0    | 0  | 1  | 3      | 108      | 10位 |
| 2018    | GP3シリーズ                                     | ARTグランプリ                            | 18     | 4    | 1  | 5  | 8      | 198      | 2位  |
| 2019    | FIA フォーミュラ2選手権（英語版）               | ARTグランプリ                            | 22     | 0    | 2  | 0  | 0      | 11       | 18位 |
| 2019-20 | F3・アジア選手権（英語版）                      | ハイテック・グランプリ（英語版）         | 15     | 1    | 0  | 0  | 4      | 186      | 3位  |
| 2020    | FIA フォーミュラ2選手権                         | ハイテック・グランプリ（英語版）         | 24     | 2    | 0  | 2  | 6      | 164      | 5位  |
| 2021    | フォーミュラ1                                   | ウラルカリ・ハースF1チーム               | 22     | 0    | 0  | 0  | 0      | 0        | 21位 |

- † : ゲストドライバーとしての出走であるため、ポイントは加算されない。
- * : 現状の今シーズン順位。

### トヨタ・レーシング・シリーズ
| 年     | チーム                 | 1         | 2        | 3         | 4        | 5        | 6        | 7        | 8         | 9       | 10       | 11       | 12       | 13       | 14       | 15        | 16       | DC   | ポイント |
| ------ | ---------------------- | --------- | -------- | --------- | -------- | -------- | -------- | -------- | --------- | ------- | -------- | -------- | -------- | -------- | -------- | --------- | -------- | ---- | -------- |
| 2015年 | ETEC・モータースポーツ | RUA 1 Ret | RUA 2 13 | RUA 3 Ret | TER 1 13 | TER 2 16 | TER 3 15 | HMP 1 11 | HMP 2 Ret | HMP 3 8 | TAU 1 13 | TAU 2 10 | TAU 3 17 | TAU 4 15 | MAN 1 20 | MAN 2 Ret | MAN 3 11 | 18位 | 304      |

- 太字はポールポジション、斜字はファステストラップ。(key)

### フォーミュラ・ルノー2.0 ノーザン・ヨーロピアン・カップ
| 年     | チーム                         | 1        | 2         | 3        | 4         | 5       | 6         | 7     | 8       | 9        | 10       | 11       | 12      | 13       | 14      | 15        | 16       | DC   | ポイント |
| ------ | ------------------------------ | -------- | --------- | -------- | --------- | ------- | --------- | ----- | ------- | -------- | -------- | -------- | ------- | -------- | ------- | --------- | -------- | ---- | -------- |
| 2015年 | ヨセフ・カウフマン・レーシング | MNZ 1 10 | MNZ 2 Ret | SIL 1 14 | SIL 2 Ret | RBR 1 9 | RBR 2 Ret | RBR 3 | SPA 1 8 | SPA 2 10 | ASS 1 12 | ASS 2 12 | NÜR 1 8 | NÜR 2 13 | HOC 1 6 | HOC 2 Ret | HOC 3 18 | 12位 | 125.5    |

- 太字はポールポジション、斜字はファステストラップ。(key)

### FIA フォーミュラ3・ヨーロピアン選手権
| 年     | エントラント | エンジン   | 1         | 2        | 3        | 4        | 5         | 6        | 7        | 8        | 9         | 10       | 11       | 12       | 13       | 14       | 15       | 16       | 17       | 18       | 19       | 20        | 21       | 22        | 23       | 24       | 25        | 26       | 27       | 28      | 29       | 30        | DC   | ポイント |
| ------ | ------------ | ---------- | --------- | -------- | -------- | -------- | --------- | -------- | -------- | -------- | --------- | -------- | -------- | -------- | -------- | -------- | -------- | -------- | -------- | -------- | -------- | --------- | -------- | --------- | -------- | -------- | --------- | -------- | -------- | ------- | -------- | --------- | ---- | -------- |
| 2016年 | ハイテックGP | メルセデス | LEC 1 19  | LEC 2 12 | LEC 3 10 | HUN 1 EX | HUN 2 Ret | HUN 3 13 | PAU 1 16 | PAU 2 13 | PAU 3 Ret | RBR 1 14 | RBR 2 17 | RBR 3 14 | NOR 1 11 | NOR 2 11 | NOR 3 11 | ZAN 1 17 | ZAN 2 15 | ZAN 3 17 | SPA 1 12 | SPA 2 Ret | SPA 3 8  | NÜR 1 16  | NÜR 2 14 | NÜR 3 16 | IMO 1 13  | IMO 2 11 | IMO 3 15 | HOC 1 8 | HOC 2 10 | HOC 3 Ret | 20位 | 10       |
| 2017年 | ハイテックGP | メルセデス | SIL 1 Ret | SIL 2 15 | SIL 3 7  | MNZ 1 11 | MNZ 2 10  | MNZ 3 11 | PAU 1 4  | PAU 2 7  | PAU 3 Ret | HUN 1 12 | HUN 2 11 | HUN 3 10 | NOR 1 10 | NOR 2 18 | NOR 3 10 | SPA 1 2  | SPA 2 7  | SPA 3 11 | ZAN 1 11 | ZAN 2 11  | ZAN 3 10 | NÜR 1 Ret | NÜR 2 11 | NÜR 3 16 | RBR 1 Ret | RBR 2 3  | RBR 3 2  | HOC 1 6 | HOC 2 6  | HOC 3 7   | 10位 | 108      |

- 太字はポールポジション、斜字はファステストラップ。(key)

### マカオグランプリ
| 年     | チーム       | 車両           | 予選 | 予選レース | 決勝レース |
| ------ | ------------ | -------------- | ---- | ---------- | ---------- |
| 2016年 | ハイテックGP | ダラーラ・F312 | 18位 | 18位       | DNF        |

### GP3シリーズ
| 年     | エントラント  | 1         | 2          | 3         | 4         | 5          | 6         | 7         | 8         | 9         | 10         | 11        | 12        | 13        | 14        | 15        | 16          | 17        | 18        | DC  | ポイント |
| ------ | ------------- | --------- | ---------- | --------- | --------- | ---------- | --------- | --------- | --------- | --------- | ---------- | --------- | --------- | --------- | --------- | --------- | ----------- | --------- | --------- | --- | -------- |
| 2018年 | ARTグランプリ | CAT FEA 1 | CAT SPR 10 | LEC FEA 2 | LEC SPR 5 | RBR FEA 13 | RBR SPR 7 | SIL FEA 2 | SIL SPR 7 | HUN FEA 1 | HUN SPR 12 | SPA FEA 5 | SPA SPR 1 | MNZ FEA 5 | MNZ SPR 3 | SOC FEA 2 | SOC SPR Ret | YMC FEA 5 | YMC SPR 1 | 2位 | 198      |

- 太字はポールポジション、斜字はファステストラップ。(key)

### FIA フォーミュラ2選手権
| 年     | エントラント           | 1          | 2          | 3          | 4           | 5          | 6          | 7          | 8         | 9           | 10         | 11         | 12         | 13          | 14         | 15         | 16         | 17        | 18         | 19         | 20        | 21        | 22          | 23         | 24          | DC   | ポイント |
| ------ | ---------------------- | ---------- | ---------- | ---------- | ----------- | ---------- | ---------- | ---------- | --------- | ----------- | ---------- | ---------- | ---------- | ----------- | ---------- | ---------- | ---------- | --------- | ---------- | ---------- | --------- | --------- | ----------- | ---------- | ----------- | ---- | -------- |
| 2019年 | ARTグランプリ          | BHR FEA 19 | BHR SPR 13 | BAK FEA 8  | BAK SPR Ret | CAT FEA 17 | CAT SPR 14 | MON FEA 10 | MON SPR 8 | LEC FEA Ret | LEC SPR 16 | RBR FEA 12 | RBR SPR 11 | SIL FEA 16† | SIL SPR 12 | HUN FEA 12 | HUN SPR 15 | SPA FEA C | SPA SPR C  | MNZ FEA 11 | MNZ SPR 9 | SOC FEA 8 | SOC SPR Ret | YMC FEA 10 | YMC SPR 17† | 18位 | 11       |
| 2020年 | ハイテック・グランプリ | RBR FEA 14 | RBR SPR 10 | RBR FEA 14 | RBR SPR 8   | HUN FEA 2  | HUN SPR 5  | SIL FEA 1  | SIL SPR 5 | SIL FEA 4   | SIL SPR 8  | CAT FEA 13 | CAT SPR 6  | SPA FEA 2   | SPA SPR 4  | MNZ FEA NC | MNZ SPR 8  | MUG FEA 1 | MUG SPR 18 | SOC FEA 7  | SOC SPR 2 | BHR FEA 5 | BHR SPR 2   | BHR FEA 9  | BHR SPR 9   | 5位  | 164      |

- 太字はポールポジション、斜字はファステストラップ。(key)
- † : リタイアだが、90%以上の距離を走行したため規定により完走扱い。

### フォーミュラ1
| 年     | エントラント | シャシー | エンジン                  | 1       | 2      | 3      | 4      | 5      | 6      | 7      | 8      | 9      | 10     | 11      | 12     | 13      | 14      | 15     | 16     | 17     | 18     | 19     | 20     | 21      | 22     | WDC  | ポイント |
| ------ | ------------ | -------- | ------------------------- | ------- | ------ | ------ | ------ | ------ | ------ | ------ | ------ | ------ | ------ | ------- | ------ | ------- | ------- | ------ | ------ | ------ | ------ | ------ | ------ | ------- | ------ | ---- | -------- |
| 2021年 | ハース       | VF-21    | フェラーリ 065/6 1.6 V6 t | BHR Ret | EMI 17 | POR 19 | ESP 19 | MON 17 | AZE 14 | FRA 20 | STY 18 | AUT 19 | GBR 17 | HUN Ret | BEL 17 | NED Ret | ITA Ret | RUS 18 | TUR 20 | USA 17 | MXC 18 | SÃO 17 | QAT 18 | SAU Ret | ABU WD | 21位 | 0        |

- 太字はポールポジション、斜字はファステストラップ。(key)